# Dichonia spicula
Dichonia spicula là một loài bướm đêm trong họ Noctuidae.